# 復興黨 (烏克蘭)
复兴党（羅馬化：Vidrodzhennia）是一個乌克兰政党，目前形式成立于2015年6月。其前身由赫奥尔希·基尔帕创立。該黨於2004年6月15日註冊。
在2020年乌克兰地方选举中，该党赢得了3位席位。